# Puče
Puče este o localitate din comuna Koper, Slovenia, cu o populație de 201 locuitori.